# Anna Rita Fioroni
Anna Rita Fioroni (Perugia, 18 marzo 1968) è una politica italiana.

## Biografia
Dopo la laurea in Giurisprudenza presso l'università di Perugia, ha svolto la professione di avvocato, svolgendo anche varie attività per la Confcommercio perugina e il "Gruppo Giovani nazionale". Ha inoltre tenuto corsi in materie giuridiche all'Università per Stranieri di Perugia e alla Facoltà di Agraria dell'Università degli Studi di Perugia.
Entra in politica nel 2007, partecipando alle primarie del Partito Democratico come candidata all'Assemblea costituente nazionale, per poi essere eletta senatrice alle elezioni dell'anno successivo. Al Senato è stata membro della 10ª Commissione permanente (Industria, Commercio e Turismo), della Commissione straordinaria per il controllo dei prezzi e del comitato per l'efficienza energetica del Senato. È stata inoltre membro del Direttivo del Gruppo PD al Senato e dell'assemblea nazionale del Partito Democratico. Termina il proprio mandato parlamentare nel 2013.
Dal 2018 é Presidente di Confcommercio Professioni.